# Дубров, Александр Петрович
Александр Петрович Дубров (род. 1931) — советский и российский биофизик. Доктор биологических наук, профессор.

## Биография
Родился в Ленинграде в семье Александра Петровича Дуброва (1898—1950) и Фани Пейсаховны Пекуровской, уроженки Мозыря Минской губернии. Двоюродный брат сейсмолога В. И. Халтурина.
Биофизик, доктор биологических наук, ведущий научный сотрудник РАН, действительный член Нью-Йоркской академии наук, Международной академии информатизации, Академии энергоинформационных наук, Российской медико-технической академии, Международного общества по хронобиологии, биоэлектричеству и биоэлектромагнетизму и др.
Автор 350 научных статей и 28 книг, посвящённых проблемам биосимметрии, биоритмики, геомагнитобиологии, селенобиологии, парапсихологии, зоо- и фитопсихологии, экологии и проблеме геопатогенных зон. Книги опубликованы в Англии, США, Германии, Греции, Испании, Польше, России, Финляндии, Югославии, Японии.
Член оргкоммитета Х Международной междисциплинарной научной конференции «Этика и наука Будущего» (2011). Так же стендовый доклад на этой конференции: «О смене парадигмы естествознания».
Автор многочисленных публикаций и соавтор совместно с В. Н. Пушкиным книги по парапсихологии «Парапсихология и современное естествознание» (Москва, СП «Соваминко», 1989).